# زایزیوژه (استان اشوی‌داشکسیه)
زایزیوژه (به لهستانی: Zajeziorze) یک منطقهٔ مسکونی در لهستان است که در گمینا سامبوژتس واقع شده‌است. زایزیوژه ۵۵۶ نفر جمعیت دارد.